# Liste des grands vizirs ottomans
Cet article est une liste des grands vizirs de l’Empire ottoman. Il est nommé par le souverain et il est le chef du gouvernement.

## Liste
| Grand vizir                                                   | Année de prise de fonction | Année de fin de fonction |
| ------------------------------------------------------------- | -------------------------- | ------------------------ |
| Alaeddin Pasha                                                | 1320                       | 1331                     |
| Nizamüddin Ahmed Pacha                                        | 1331                       | 1348                     |
| Haci Pacha                                                    | 1348                       | 1349                     |
| Sinanüddin Fakih Yusuf Pacha                                  | 1349                       | 1364                     |
| Çandarlı Kara Halil Hayreddin Pacha                           | 1364                       | 22 janvier 1387          |
| Çandarli Ali Pacha (Çandarli Ali Pacha)                       | 1387                       | 1406                     |
| Imamzade Halil Pacha                                          | 1406                       | 1413                     |
| Beyazid Pacha                                                 | 1413                       | 1421                     |
| Çandarli (1er) Ibrahim Pacha                                  | 1421                       | 1429                     |
| Koca Mehmed Nizamüddin Paha                                   | 1429                       | 1439                     |
| Çandarlı Halil Hayreddin Pacha                                | 1439                       | 1er juin 1453            |
| Zaganos Pacha                                                 | 1453                       | 1456                     |
| Mahmud Pacha Angelović (1re fois)                             | 1456                       | 1468                     |
| Rum Mehmed Pacha                                              | 1468                       | 1469                     |
| Ishak Pacha                                                   | 1469                       | 1472                     |
| Mahmud Pacha Angelović (2e fois)                              | 1472                       | 1474                     |
| Gedik Ahmed Pacha                                             | 1474                       | 1476                     |
| Karamani Mehmed Pacha                                         | 1476                       | 1481                     |
| Ishak Pacha (2e fois)                                         | 1481                       | 1482                     |
| Davud Pacha                                                   | 1482                       | 1497                     |
| Hersekli Ahmed Pacha (Ahmed Hercegovic) (1re fois)            | 1497                       | 1498                     |
| Çandarli Ibrahim Pacha                                        | 1498                       | 1499                     |
| Mesih Pasha                                                   | 1499                       | 1501                     |
| Hadim Ali Pacha (1re fois)                                    | 1501                       | 1503                     |
| Hersekli Ahmed Pacha (Ahmed Hercegovic) (2e fois)             | 1503                       | 1506                     |
| Hadim Ali Pacha (2e fois)                                     | 1506                       | 1511                     |
| Hersekli Ahmed Pacha (Ahmed Hercegovic) (3e fois)             | 1511                       | 1511                     |
| Koca Moustapha Pacha                                          | 1511                       | 1512                     |
| Hersekli Ahmed Pacha (Ahmed Hercegovic) (4e fois)             | 1512                       | 28 novembre 1514         |
| Durakinoglu Ahmed Pacha                                       | 18 décembre 1514           | 8 septembre 1515         |
| Hersekli Ahmed Pacha (Ahmed Hercegovic) (5e fois)             | 8 septembre 1515           | 26 avril 1516            |
| Hadim Sinan Pacha                                             | 26 avril 1516              | 22 janvier 1517          |
| Yunus Pacha                                                   | 22 janvier 1517            | 13 septembre 1517        |
| Piri Mehmed Pacha                                             | 25 janvier 1518            | 27 juin 1523             |
| Pargali Ibrahim Pacha, aussi appelé Frenk Ibrahim Pasha       | 27 juin 1523               | 14 mars 1536             |
| Ayas Mehmed Pacha                                             | 14 mars 1536               | 13 juillet 1539          |
| Lütfi Pacha                                                   | 13 juillet 1539            | avril 1541               |
| Hadim Suleiman Pacha                                          | avril 1541                 | 28 novembre 1544         |
| Rüstem Pacha (1re fois)                                       | 28 novembre 1544           | 6 octobre 1553           |
| Kara Ahmed Pacha                                              | 6 octobre 1553             | 29 septembre 1555        |
| Rüstem Pacha (2e fois)                                        | 29 septembre 1555          | 10 juillet 1561          |
| Semiz Ali Pacha                                               | 10 juillet 1561            | 28 juin 1565             |
| Mehmed pacha Sokolović                                        | 28 juin 1565               | 12 octobre 1579          |
| Semiz Ahmed Pacha,                                            | 13 octobre 1579            | 28 avril 1580            |
| Lala Mustafa Pacha                                            | 28 avril 1580              | 7 août 1580              |
| Koca Sinan Pacha (1re fois)                                   | 7 août 1580                | 6 décembre 1582          |
| Kanijeli Siyavus Pacha (1re fois)                             | 24 décembre 1582           | 25 juillet 1584          |
| Özdemiroğlu Osman Pacha                                       | 28 juillet 1584            | 29 octobre 1585          |
| Hadim Mesih Pacha                                             | 1er novembre 1585          | 14 avril 1586            |
| Kanijeli Siyavus Pacha (2e fois)                              | 14 avril 1586              | 2 avril 1589             |
| Koca Sinan Pacha (2e fois)                                    | 14 avril 1589              | 1er août 1591            |
| Serdar Ferhad Pacha (1re fois)                                | 1er août 1591              | 4 avril 1592             |
| Kanijeli Siyavus Pasha (3e fois)                              | 4 avril 1592               | 28 janvier 1593          |
| Koca Sinan Pacha (3e fois)                                    | 28 janvier 1593            | 16 février 1595          |
| Serdar Ferhad Pacha (2e fois)                                 | 16 février 1595            | 7 juillet 1595           |
| Koca Sinan Pacha (4e fois)                                    | 7 juillet 1595             | 19 novembre 1595         |
| Tekeli Lala Mehmed Pacha                                      | 19 novembre 1595           | 28 novembre 1595         |
| Koca Sinan Pacha (5e fois)                                    | 1er décembre 1595          | 3 avril 1596             |
| Damat Ibrahim Pacha (1re fois)                                | 4 avril 1596               | 27 octobre 1596          |
| Cigalazade Yusuf Sinan Pacha                                  | 27 octobre 1596            | 5 décembre 1596          |
| Damat Ibrahim Pacha (2e fois)                                 | 5 décembre 1596            | 3 novembre 1597          |
| Hadim Hasan Pacha                                             | 3 novembre 1597            | 9 avril 1598             |
| Cerrah Mehmed Pacha                                           | 9 avril 1598               | 6 janvier 1599           |
| Damat Ibrahim Pacha (3e fois)                                 | 6 janvier 1599             | 10 juillet 1601          |
| Yemişçi Hasan Pacha                                           | 22 juillet 1601            | 4 octobre 1603           |
| Yavuz Ali Pacha                                               | 16 octobre 1603            | 26 juillet 1604          |
| Sokolluzade Lala Mehmed Pacha                                 | 5 août 1604                | 21 juin 1606             |
| Boşnak Dervish Mehmed Pacha                                   | 21 juin 1606               | 9 décembre 1606          |
| Kuyucu Murad Pacha                                            | 11 décembre 1606           | 5 août 1611              |
| Damat Nasuh Pacha                                             | 5 août 1611                | 17 octobre 1614          |
| Öküz Mehmed Pacha (1re fois)                                  | 17 octobre 1614            | 17 novembre 1616         |
| Damat Halil Pacha (1re fois)                                  | 17 novembre 1616           | 18 janvier 1619          |
| Öküz Mehmed Pacha (2e fois)                                   | 18 janvier 1619            | 23 décembre 1619         |
| Güzelce Ali Pacha                                             | 23 décembre 1619           | 9 mars 1621              |
| Ohrili Hüseyin Pacha                                          | 9 mars 1621                | 17 septembre 1621        |
| Dilaver Pacha                                                 | 17 septembre 1621          | 20 mai 1622              |
| Kara Davud Pacha                                              | 20 mai 1622                | 13 juin 1622             |
| Mere Hüseyin Pacha (1re fois)                                 | 13 juin 1622               | 8 août 1622              |
| Lefkeli Mustafa Pacha                                         | 8 août 1622                | 21 septembre 1622        |
| Gürcü Hadım Mehmed Pacha (Hadim -'eunuque'- Mehmed Pacha)     | 21 septembre 1622          | 5 février 1623           |
| Mere Hüseyin Pacha (2e fois)                                  | 5 février 1623             | 30 août 1623             |
| Kemankeş Kara Ali Pacha                                       | 30 août 1623               | 3 avril 1624             |
| Çerkes Mehmed Pacha                                           | 3 avril 1624               | 28 janvier 1625          |
| Hafiz Ahmed Pacha (1re fois)                                  | 8 février 1625             | 1er décembre 1626        |
| Damat Halil Pacha (2e fois)                                   | 1er décembre 1626          | 6 avril 1628             |
| Gazi Hüsrev Pacha                                             | 6 avril 1628               | 25 octobre 1631          |
| Hafiz Ahmed Pacha (2e fois)                                   | 25 octobre 1631            | 10 février 1632          |
| Topal Recep Pacha                                             | 10 février 1632            | 18 mai 1632              |
| Tabaniyassi Mehmed Pacha                                      | 18 mai 1632                | 2 février 1637           |
| Bayram Pacha                                                  | 2 février 1637             | 26 août 1638             |
| Tayyar Mehmed Pacha                                           | 27 août 1638               | 23 décembre 1638         |
| Kemankeş Kara Mustafa Pacha                                   | 23 décembre 1638           | 31 janvier 1644          |
| Sultanzade Semiz Mehmed Pacha                                 | 31 janvier 1644            | 17 décembre 1645         |
| Nevesinli Salih Pacha                                         | 17 décembre 1645           | 16 septembre 1647        |
| Kara Musa Pacha                                               | 16 septembre 1647          | 21 septembre 1647        |
| Hezarpare Ahmed Pacha                                         | 21 septembre 1647          | 7 août 1648              |
| Sofu Mehmed Pacha                                             | 7 août 1648                | c21 mai 1649             |
| Kara Dev Murad Pacha                                          | 21 mai 1649                | 5 août 1651              |
| Melek Ahmed Pacha                                             | 5 août 1651                | 21 août 1651             |
| Abaza Siyavuş Pacha I (1re fois)                              | 21 août 1651               | 27 septembre 1651        |
| Gürcü Mehmed Pacha                                            | 27 septembre 1651          | 20 juin 1652             |
| Tarhuncu Ahmet Pacha                                          | 20 juin 1652               | 21 mars 1653             |
| Koca Dervish Mehmed Pacha                                     | 21 mars 1653               | 28 octobre 1654          |
| Ipsiri Mustafa Pacha                                          | 28 octobre 1654            | 11 mai 1655              |
| Kara Dev Murad Pacha (2e fois)                                | 11 mai 1655                | 19 août 1655             |
| Ermeni Süleyman Pacha                                         | 19 août 1655               | 28 février 1656          |
| Gazi Hussein Pacha, aussi appelé Deli Hüseyin Pacha           | 28 février 1656            | 5 mars 1656              |
| Zurnazen Mustafa Pacha (titulaire pendant 4 heures)           | 5 mars 1656                | 5 mars 1656              |
| Abaza Siyavuş Pacha I (2e fois)                               | 5 mars 1656                | 25 avril 1656            |
| Boynuyarali Mehmed Pacha                                      | 26 avril 1656              | 15 septembre 1656        |
| Mehmet Köprülü                                                | 15 septembre 1656          | 31 octobre 1661          |
| Fazil Ahmet Köprülü                                           | 31 octobre 1661            | 19 octobre 1676          |
| Merzifonlu Kara Mustafa Pacha                                 | 19 octobre 1676            | 25 décembre 1683         |
| Kara Ibrahim Pacha                                            | 15 décembre 1683           | 18 novembre 1685         |
| Sari Süleyman Pacha                                           | 18 novembre 1685           | 18 septembre 1687        |
| Abaza Siyavuş Pacha II                                        | 18 septembre 1687          | 23 février 1688          |
| Ayasli Ismail Pacha                                           | 23 février 1688            | 2 mai 1688               |
| Bekri Mustafa Pacha                                           | 30 mai 1688                | 7 novembre 1689          |
| Fazıl Mustafa Köprülü                                         | 10 novembre 1689           | 19 août 1691             |
| Arabaci Ali Pacha                                             | 24 août 1691               | 21 mars 1692             |
| Merfizonlu Haci Ali Pasha                                     | 23 mars 1692               | 17 mars 1693             |
| Bozoklu Mustafa Pacha                                         | 17 mars 1693               | mars 1694                |
| Sürmeli Ali Pacha                                             | 13 mars 1694               | 22 avril 1695            |
| Elmas Mehmed Pasha                                            | 3 mai 1695                 | 11 septembre 1697        |
| Köprülü Hüseyin Pacha                                         | 17 septembre 1697          | 4 septembre 1702         |
| Daltaban Mustafa Pacha                                        | 4 septembre 1702           | 24 janvier 1703          |
| Rami Mehmed Pacha                                             | 25 janvier 1703            | 22 août 1703             |
| Kavanoz Ahmed Pacha                                           | 22 août 1703               | 16 novembre 1703         |
| Damat Hasan Pacha                                             | 18 novembre 1703           | 28 septembre 1704        |
| Kalaylikoz Haci Ahmed Pacha                                   | octobre 1704               | 25 décembre 1704         |
| Baltacı Mehmed Pacha (1re fois)                               | 25 décembre 1704           | 3 mai 1706               |
| Çorlulu Damat Ali Pacha                                       | 3 mai 1706                 | 15 juin 1710             |
| Numan Köprülü                                                 | 16 juin 1710               | 17 août 1710             |
| Baltacı Mehmed Pacha (2e fois)                                | 18 août 1710               | 20 novembre 1711         |
| Ağa Yusuf Pacha                                               | 20 novembre 1711           | 11 novembre 1712         |
| Silahdar Süleyman Pacha                                       | 12 novembre 1712           | 6 avril 1713             |
| Hoca Ibrahim Pacha                                            | 6 avril 1713               | 7 avril 1713             |
| Ali Coumourgi                                                 | 27 avril 1713              | 5 août 1716              |
| Haci Halil Pacha                                              | 21 août 1716               | octobre 1717             |
| Nisanci Mehmed Pacha                                          | octobre 1717               | 9 mai 1718               |
| Nevşehirli Damat Ibrahim Pacha                                | 9 mai 1718                 | 16 octobre 1730          |
| Silahdar Damat Mehmed Pacha                                   | 16 octobre 1730            | 23 janvier 1731          |
| Kabakulak Ibrahim Pacha                                       | 23 janvier 1731            | 11 septembre 1731        |
| Topal Osman Pacha                                             | 21 septembre 1731          | 12 mars 1732             |
| Hekimoglu Ali Pacha (1re fois)                                | 12 mars 1732               | 14 juillet 1735          |
| Gürcü Ismail Pacha                                            | 14 juillet 1735            | 25 décembre 1735         |
| Silahdar Seyyid Mehmed Pacha                                  | 10 janvier 1736            | 5 août 1737              |
| Muhsinzade Abdullah Pacha                                     | 22 août 1737               | 19 décembre 1737         |
| Yeğen Mehmed Pacha                                            | 3 décembre 1737            | 23 mars 1739             |
| Haci Ivaz Mehmed Pacha                                        | 17 mars 1739               | 23 juin 1740             |
| Nisanci Haci Ahmed Pacha                                      | 22 juillet 1740            | 7 avril 1742             |
| Hekimoglu Ali Pacha (2e fois)                                 | 21 avril 1742              | 4 octobre 1742           |
| Seyyid Hasan Pacha                                            | 4 octobre 1742             | 10 août 1746             |
| Tiryaki Haci Mehmed Pacha                                     | 11 août 1746               | 24 août 1747             |
| Seyyid Abdullah Pacha                                         | 24 août 1747               | 2 janvier 1750           |
| Divitdar Mehmed Pacha                                         | 9 janvier 1750             | 1er juillet 1752         |
| Köse Bahir Mustafa Pacha (1re fois)                           | 1er juillet 1752           | 16 février 1755          |
| Hekimoglu Ali Pacha (3e fois)                                 | 16 février 1755            | 19 mai 1755              |
| Naili Abdullah Pacha                                          | 19 mai 1755                | 24 août 1755             |
| Nisanci Ali Pacha                                             | 24 août 1755               | 23 octobre 1755          |
| Yirmisekizzade Mehmed Saïd Pacha                              | 25 octobre 1755            | 1er avril 1756           |
| Köse Bahir Mustafa Pacha (2e fois)                            | 30 avril 1756              | 3 décembre 1756          |
| Koca Mehmed Ragıp Pacha                                       | 12 janvier 1757            | 8 avril 1763             |
| Tevkii Hamza Hamid Pacha                                      | 11 avril 1763              | 29 septembre 1763        |
| Köse Bahir Mustafa Pacha (3e fois)                            | 29 septembre 1763          | 30 mars 1765             |
| Muhsinzade Mehmed Pacha (1re fois)                            | 30 mars 1765               | 7 août 1768              |
| Silahdar Hamza Mahir Pacha                                    | 7 août 1768                | 20 octobre 1768          |
| Yağlıkçızade Mehmed Emin Pacha                                | octobre 1768               | 12 août 1769             |
| Moldovanci Ali Pacha                                          | 12 août 1769               | 12 décembre 1769         |
| Ivazzade Halil Pacha                                          | 13 décembre 1769           | 25 décembre 1770         |
| Silahdar Mehmed Pacha                                         | 25 décembre 1770           | 11 décembre 1771         |
| Muhsinzade Mehmed Pacha (2e fois)                             | décembre 1771              | 6 août 1773              |
| Izzet Mehmed Pacha (1re fois)                                 | 11 août 1773               | 7 juillet 1775           |
| Morali Dervish Mehmed Pacha                                   | 7 juillet 1775             | 5 janvier 1777           |
| Darendeli Cebecizade Mehmed Pacha                             | 5 janvier 1777             | 1er septembre 1778       |
| Kalafat Mehmed Pacha                                          | 1er septembre 1778         | 22 août 1779             |
| Silahdar Seyyid Mehmed Pacha or Karavezir Seyyid Mehmed Pacha | août 1779                  | 20 février 1781          |
| Izzet Mehmed Pacha (2e fois)                                  | 20 février 1781            | 25 août 1782             |
| Yegen Haci Mehmed Pacha                                       | 25 août 1782               | 31 décembre 1782         |
| Halil Hamid Pacha                                             | 31 décembre 1782           | 30 avril 1785            |
| Sahin Ali Pacha                                               | 30 avril 1785              | 25 janvier 1786          |
| Koca Yusuf Pacha (1re fois)                                   | 25 janvier 1786            | 28 mai 1789              |
| Cenaze Hasan Pacha ou Meyyit Hasan Pacha                      | 28 mai 1789                | 2 janvier 1790           |
| Cezayirli Gazi Hasan Pacha                                    | 2 janvier 1790             | 30 mars 1790             |
| Çelebizade Serif Hasan Pacha                                  | 16 avril 1790              | 12 février 1791          |
| Koca Yusuf Pasha (2e fois)                                    | 12 février 1791            | 1792                     |
| Damat Melek Mehmed Pasha                                      | 1792                       | 21 octobre 1794          |
| Izzet Mehmed Pasha (3e fois)                                  | 21 octobre 1794            | 23 octobre 1798          |
| Kör Yusuf Ziyaüddin Pasha (1re fois)                          | 23 octobre 1798            | 24 juin 1805             |
| Bostancibasi Hafiz Ismail Pasha                               | 24 septembre 1805          | 13 octobre 1806          |
| Keçiboynuzu Ibrahim Hilmi Pasha                               | 13 octobre 1806            | 3 juin 1807              |
| Çelebi Mustafa Pasha                                          | 3 juin 1807                | 29 juillet 1808          |
| Mustapha Beiraktar, aussi appelé (Alemdar Mustafa Pacha)      | 29 juillet 1808            | 15 novembre 1808         |
| Çavusbasi Memis Pasha                                         | 16 novembre 1808           | décembre 1808            |
| Çarhaci Ali Pasha                                             | décembre 1808              | mars 1809                |
| Kör Yusuf Ziyaüddin Pasha (2e fois)                           | mars 1809                  | février 1811             |
| Laz Ahmed Pasha                                               | février 1811               | juillet 1812             |
| Hursid Ahmed Pacha                                            | juillet 1812               | 30 mars 1815             |
| Mehmed Emin Rauf Pasha (1re fois)                             | 30 mars 1815               | 6 janvier 1818           |
| Burdurlu Dervish Mehmed Pasha                                 | 6 janvier 1818             | 5 janvier 1820           |
| Seyyid Ali Pasha                                              | 5 janvier 1820             | 21 avril 1821            |
| Benderli Ali Pasha                                            | 21 avril 1821              | 30 avril 1821            |
| Haci Salih Pasha                                              | 30 avril 1821              | 11 novembre 1822         |
| Deli Abdullah Pasha                                           | 11 novembre 1822           | 4 mars 1823              |
| Turnacizade Silahdar Ali Pasha                                | 4 mars 1823                | décembre 1823            |
| Mehmed Said Galip Pasha                                       | décembre 1823              | 15 septembre 1824        |
| Benderli Mehmed Selim Sirri Pasha                             | 15 septembre 1824          | 26 octobre 1828          |
| Darendeli Topal Izzet Mehmed Pasha (1re fois)                 | 26 octobre 1828            | janvier 1829             |
| Mehmet Rechid Pacha                                           | janvier 1829               | 17 février 1833          |
| Mehmed Emin Rauf Pasha (2e fois)                              | 17 février 1833            | 8 juillet 1839           |
| Koca Mehmed Hüsrev Pasha                                      | 8 juillet 1839             | 29 mai 1841              |
| Mehmed Emin Rauf Pasha (3e fois)                              | 29 mai 1841                | 7 octobre 1841           |
| Darendeli Topal Izzet Mehmed Pasha (2e fois)                  | 7 octobre 1841             | 3 septembre 1842         |
| Mehmed Emin Rauf Pasha (4e fois)                              | 3 septembre 1842           | 31 juillet 1846          |
| Moustapha Reschid Pacha (1re fois)                            | 31 juillet 1846            | 28 avril 1848            |
| Ibrahim Sarim Pasha                                           | 28 avril 1848              | 13 août 1848             |
| Moustapha Reschid Pacha (2e fois)                             | 13 août 1848               | 27 janvier 1852          |
| Mehmed Emin Rauf Pasha (5e fois)                              | 27 janvier 1852            | 7 mars 1852              |
| Moustapha Reschid Pacha (3e fois)                             | 7 mars 1852                | 7 août 1852              |
| Méhémet-Emin Aali-Pacha (1re fois)                            | 7 août 1852                | 4 octobre 1852           |
| Damat Mehmed Ali Pasha                                        | 4 octobre 1852             | 14 mai 1853              |
| Mustapha Naili Pacha (1re fois)                               | 14 mai 1853                | 30 mai 1854              |
| Kibrisli Mehmed Emin Pacha (1re fois)                         | 30 mai 1854                | 24 novembre 1854         |
| Moustapha Reschid Pacha (4e fois)                             | 24 novembre 1854           | 4 mai 1855               |
| Méhémet-Emin Aali-Pacha (2e fois)                             | 4 mai 1855                 | 1er décembre 1856        |
| Moustapha Reschid Pacha (5e fois)                             | 1er décembre 1856          | 2 août 1857              |
| Mustapha Naili Pacha (2e fois)                                | 2 août 1857                | 23 octobre 1857          |
| Koca Mustafa Resid Pacha (6e fois)                            | 23 octobre 1857            | 7 janvier 1858           |
| Méhémet-Emin Aali-Pacha (3e fois)                             | 11 janvier 1858            | 8 octobre 1859           |
| Kibrisli Mehmed Emin Pacha (2e fois)                          | 8 octobre 1859             | 24 décembre 1859         |
| Muterdjim Mehmed Rouchdi Pacha (1re fois)                     | 24 décembre 1859           | 27 mai 1860              |
| Kibrisli Mehmed Emin Pacha (3e fois)                          | 27 mai 1860                | 6 août 1861              |
| Méhémet-Emin Aali-Pacha (4e fois)                             | 6 août 1861                | 22 novembre 1861         |
| Keçecizade Mehmet Fuat Pacha (1re fois)                       | 22 novembre 1861           | 6 janvier 1863           |
| Yusuf Kamil Pacha                                             | 6 janvier 1863             | 3 juin 1863              |
| Keçecizade Mehmet Fuat Pacha (2e fois)                        | 3 juin 1863                | 5 juin 1866              |
| Muterdjim Mehmed Rouchdi Pacha (2e fois)                      | 5 juin 1866                | 11 février 1867          |
| Méhémet-Emin Aali-Pacha (5e fois)                             | 11 février 1867            | 7 septembre 1871         |
| Mahmoud Nedim Pacha (1re fois)                                | septembre 1871             | 31 juillet 1872          |
| Midhat Pacha (1re fois)                                       | 31 juillet 1872            | 19 octobre 1872          |
| Muterdjim Mehmed Rouchdi Pacha (3e fois)                      | Octobre 1872               | Février 1873             |
| Sakizli Ahmed Esat Pacha (1re fois)                           | 15 février 1873            | mai 1873                 |
| Sirvanli Mehmed Rüsdi Pacha                                   | mai 1873                   | 14 février 1874          |
| Hüseyin Avni Pacha                                            | 14 février 1874            | 25 avril 1875            |
| Sakizli Ahmed Esat Pacha (2e fois)                            | avril 1875                 | août 1875                |
| Mahmoud Nedim Pacha (2e fois)                                 | 21 août 1875               | 13 avril 1876            |
| Muterdjim Mehmed Rouchdi Pacha (4e fois)                      | avril 1876                 | 19 décembre 1876         |
| Midhat Pacha (2e fois)                                        | 19 décembre 1876           | 5 février 1877           |
| Ibrahim Edhem Pacha                                           | 5 février 1877             | 11 janvier 1878          |
| Ahmed Hamdi Pacha                                             | 11 janvier 1878            | 4 février 1878           |
| Ahmed Vefik Pacha                                             | 4 février 1878             | 18 avril 1878            |
| Mehmed Sadik Pacha                                            | 18 avril 1878              | mai 1878                 |
| Muterdjim Mehmed Rouchdi Pacha (5e fois)                      | mai 1878                   | juin 1878                |
| Saffet Pacha                                                  | mai 1878                   | octobre 1878             |
| Kheireddine Pacha                                             | octobre 1878               | 28 juillet 1879          |
| Ahmed Arifi Pacha                                             | 28 juillet 1879            | septembre 1879           |
| Küçük Mehmed Said Pacha (1re fois)                            | 18 octobre 1879            | 9 juin 1880              |
| Cenani Mehmed Kadri Pacha                                     | 9 juin 1880                | 12 septembre 1880        |
| Küçük Mehmed Said Pacha (2e fois)                             | 12 septembre 1880          | 2 mai 1882               |
| Abdurrahman Nureddin Pacha                                    | 2 mai 1882                 | 12 juillet 1882          |
| Küçük Mehmed Said Pacha (3e fois)                             | 12 juillet 1882            | 30 novembre 1882         |
| Ahmed Vefik Pacha (2e fois)                                   | 1er décembre 1882          | 3 décembre 1882          |
| Küçük Mehmed Said Pacha (4e fois)                             | 3 décembre 1882            | 24 septembre 1885        |
| Kibrisli Mehmed Kamil Pacha (1re fois)                        | septembre 1885             | septembre 1891           |
| Ahmed Cevat Sakir Pacha                                       | septembre 1891             | juin 1895                |
| Küçük Mehmed Said Pacha (5e fois)                             | 9 juin 1895                | 3 octobre 1895           |
| Kibrisli Mehmed Kamil Pacha (2e fois)                         | octobre 1895               | novembre 1895            |
| Halil Rifat Pacha                                             | novembre 1895              | 9 novembre 1901          |
| Küçük Mehmed Said Pacha (6e fois)                             | 13 novembre 1901           | 15 janvier 1903          |
| Avlonyali Mehmed Ferid Pacha                                  | 15 janvier 1903            | juillet 1908             |
| Küçük Mehmed Said Pacha (7e fois)                             | 22 juillet 1908            | 6 août 1908              |
| Kibrisli Mehmed Kamil Pacha (3e fois)                         | août 1908                  | février 1909             |
| Ahmet Tevfik Pacha (1re fois)                                 | 31 mars 1909               | mai 1909                 |
| Hüseyin Hilmi Pasha                                           | mai 1909                   | janvier 1910             |
| Ibrahim Hakki Pacha                                           | 12 janvier 1910            | 29 septembre 1911        |
| Küçük Mehmed Said Pacha (8e fois)                             | 4 octobre 1911             | 17 juillet 1912          |
| Ahmed Muhtar Pacha                                            | 22 juillet 1912            | 29 octobre 1912          |
| Kibrisli Mehmed Kamil Pacha (4e fois)                         | octobre 1912               | 23 janvier 1913          |
| Mahmoud Chevket Pacha                                         | 23 janvier 1913            | 11 juin 1913             |
| Saïd Halim Pacha                                              | 12 juin 1913               | 3 février 1917           |
| Mehmed Talat Pacha                                            | 4 février 1917             | 8 octobre 1918           |
| Ahmed Izzet Pacha                                             | 14 octobre 1918            | 8 novembre 1918          |
| Ahmet Tevfik Pacha (2e fois)                                  | 11 novembre 1918           | 10 mars 1919             |
| Damat Ferid Pacha (1re fois)                                  | 10 mars 1919               | 4 octobre 1919           |
| Ali Riza Pacha                                                | 6 octobre 1919             | 2 mars 1920              |
| Hulusi Salih Pacha                                            | 8 mars 1920                | 2 avril 1920             |
| Damat Ferid Pacha (2e fois)                                   | 5 avril 1920               | 18 octobre 1920          |
| Ahmet Tevfik Pacha (3e fois)                                  | 21 octobre 1920            | 4 novembre 1922          |